# استیون ۲۸۳۱
سیارک ۲۸۳۱ (به انگلیسی: 2831 Stevin، نامگذاری:1930SZ) دو هزار و هشتصد و سی و یکمین سیارک کشف شده‌است که در ۱۷ سپتامبر ۱۹۳۰ کشف شد.
قدر مطلق سیارک برابر ۱۲٫۶۰ است.